# Cuisine mahoraise
 (mai 2021).
Si vous disposez d'ouvrages ou d'articles de référence ou si vous connaissez des sites web de qualité traitant du thème abordé ici, merci de compléter l'article en donnant les références utiles à sa vérifiabilité et en les liant à la section « Notes et références ».
La cuisine mahoraise est une cuisine épicée et consistante. Elle privilégie les cuissons en fritures, mijotées ou grillées et s'articule autour de produits locaux.
Grâce à son climat tropical, Mayotte est riche en épices, fruits et légumes. Sa grande barrière de corail et ses palétuviers en font un vivier piscicole foisonnant. Le reste de l'alimentation est fourni par l'élevage (zébus, poules, chèvres) et les cultures (banane, manioc, etc.) bien qu'une partie soit toujours prélevée dans la brousse.
Le repas mahorais ne s'articule pas autour du traditionnel apéritif-entrée-plat-dessert, il est inadéquat d'essayer de distinguer ces catégories

## Petit-déjeuner
Au petit-déjeuner, les mahorais consomment le oubou, une préparation à base de riz. Il existe également des biscuits traditionnels appelés makarara, à base de farine, lait de coco, vanille et de sucre, consommé également au moment du petit-déjeuner. Il peut également s'accompagner de thé à la cannelle ou aux feuilles de cannelle, à la menthe, au grand persil ou encore à la citronnelle. On trouve également du goulagoula.

## Cuisine en plein air
Les cornet buck sont une institution à Mayotte. Ce sont des petits cônes de patte briochée fourrés à la viande et patates douces souvent accompagnés de coriandre. Les brochettes sont vendues à prix libre. Elles sont cuisinées majoritairement par des femmes ; ce qui n'empêche pas certains hommes d'en cuisiner. Elles se consomment avec du bata-bata, accompagné de poutou, une sauce pimentée et d'achards de légumes (mangue verte, citron, choux, papaye). Les viandes sont à base de poulet, zébu, chèvre voir du tenrec. On peut également retrouver des brochettes de poissons issus de la pêche locale (espadron, thon, requin). Les familles se réunissent le week-end autour de barbecue à l'air libre appelés « voulé » en mahorais. Le plat traditionnel mahorais est le « mataba », plat préparé à base de riz et de feuilles de manioc pilés. On retrouve ce plat dans les mariages à Mayotte « manzaraka » où il est préparé en grande quantité à l'avance « fago ».
Les plats mahorais sont principalement accompagnés de féculents : du riz, de la banane, du manioc et du fruit à pain. Il existe différents types de cuisson, le massindza pour les bananes mûres, cuites avec de l'huile de friture ou en vapeur, le bata-bata est un mode de cuisson à l'eau ou vapeur pour le manioc, la banane verte ou le fruit à pain. Le beredre est un pain frit avec une huile de friture, le mataba est préparé avec des feuilles (brèdes) de manioc et du lait de coco.

## Dessert
Il est moins fréquent de consommer des dessert dans la cuisine traditionnelle mahoraise, néanmoins le « coloda », caramel, « fénénésti » et « pépéra » salade de melon frais font partie des coutumes culinaires.

## Fruits
La cuisine mahoraise se repose principalement sur les fruits de saison à savoir :
- mangue ;
- ananas ;
- litchi ;
- goyave ;
- banane ;
- fruits de la passion.
- pomme cythère (« skoua » en mahorais)
- goyavier (« ntsongoma » de Grande Comores)
- jacque (« fenesse » en mahorais)
- tsenavou[5]
- baobab
- tamarin
- carambole
- orange
- citron vert
- combava

## Épices
À Mayotte on consomme de nombreuses épices pour accompagner les plats :
- combava ;
- vanille ;
- cannelle ;
- feuilles de cannelle
- poivre de Mayotte ;
- sel de Bandrélé ;
- massalé.
- cardamome
- curcuma
- noix de muscade
- clou de girofle
- poutou
- cumin
- mugo pine

## Boissons
À Mayotte on consomme aussi bien des boissons alcoolisées que des boissons non-alcoolisées.
On retrouve parmi les alcools de l'île :
- Trembo vurga (un vin de palme) ;
- Hipo 101 (bière brassée localement) ;
- Gandia (vin espagnol) ;
- ti-punch.

On retrouve parmi les boissons non-alcoolisées de l'île. Les sodas vendus dans les DOM-TOM sont notoirement plus sucrés que ceux vendu en métropole (jusqu'à 50 % de sucre en plus) :
- Trembo tamu ;
- Sakoua (prunier de cythère) ;
- jus de baobab ;
- jus de tamarin ;
- jus de goyave ;
- jus de papaye ;
- jus de litchi ;
- jus de mangue ;
- jus de jacque ;
- jus de passion.

On compte également parmi les boissons quelques boissons chaudes :
- dixthé ou dithé (thé à base de kombava, cannelle).